# 벤 와이스먼
벤 와이스먼(Ben Weisman, 1921년 11월 16일 ~ 2007년 5월 20일)은 미국의 작곡가다.
엘비스 프레슬리의 최다 녹음곡을 지은 것으로 특기될 만한 인물로 1956년(〈First in Line〉)에서 1971년(〈Change of Habit〉)까지 엘비스에게 조력하여 〈Got a Lot o' Livin' to Do〉, 〈Follow That Dream〉, 〈Rock-A-Hula Baby〉, 〈Crawfish〉, 〈As Long As I Have You〉, 〈Pocketful of Rainbows〉, 〈Fame and Fortune〉 등 강렬한 록에서 가슴 저미는 발라드까지 작곡했다.
그의 학구적 태도에 엘비스는 "미치광이 교수(mad professor)"라는 애칭을 붙였다.

## 생애
로드아일랜드주 프로비던스에서 나서 브루클린에서 성장했다. 다섯 살 때 인근의 사원에서 노래한 것이 음악에 관한 가장 첫 경험이었다. 10대 시절 콘서트 피아니스트 그레이스 캐스태그네타에게 클래식 피아노를 사사하고 1939년 뉴욕의 줄리아드 스쿨에 입학한다.
원래 연주회 피아노 연주자가 되기를 열망했지만, 그 대신 재정적으로 안정된 대중음악을 택하고 스윙의 전설 테디 윌슨 아래에서 사사했다. 이후 군에 입대, 미 육군항공대에서 음악 감독으로 특수복무했다.
뉴욕으로 돌아온 그는 틴 팬 앨리에 투신, 많은 작곡가들과 공동 작업을 시작했다. 둘 다 1953년 발표인 가이 미첼의 〈Pretty Little Black Eyed Susie〉 및 도리스 데이, 조니 레이의 듀엣곡 〈Let's Walk That-a-Way〉가 초기 히트곡이다. 프랭키 레인과 냇 킹 콜 역시 그의 덕으로 히트곡을 만든 바 있는데, 이때가 아직 엘비스 프레슬리와 연루되기 전이었다.
엘비스를 차치하더라도 그의 작곡은 조니 마티스, 보비 비, 콘웨이 트위티, 바브라 스트라이샌드, 허먼스 허미츠 등 뭇 아티스트의 구음을 거친 바 있다. 1966년 영국의 비트그룹 영화 《홀드 온!》을 위해 동업자들과 같이 거의 모든 사운드트랙을 작곡하기도 했다. 또 괴망쩍은 앤디 워홀의 영화 《L'Amour》, 1995년 재개봉된 컬트 영화감독 에드 우드의 영화 《크로스로드 앳 러레이도》 등 전위영화 음악에도 참사했다. 엘비스를 위해 발휘한 악재로써 작곡된 협주곡이 발레 반주곡으로 써지기도 했다.
폐렴을 앓아왔던 터에 2007년 4월 뇌졸중을 일으켰다. 같은 해 5월 20일 로스앤젤레스에서 운명했다.

### 엘비스 프레슬리
1956년, 와이스먼의 출판사 힐 & 레인지가 엘비스 프레슬리의 노래 제공처로 독점 계약을 맺었다. 그때가 엘비스가 토미 도시와 지미 도시의 전국 방송에서 꼼지락거리는 춤으로 전미를 충격에 빠뜨린 참이었다. 엘비스의 스타일을 연구한 그는 엘비스의 곡에서 필요한 게 "블루스, 컨트리, 록, 그리고 블루스의 융합"이라고 결론짓는다. 엘비스는 그의 곡 〈First In Line〉을 RCA의 두 번째 정규 음반에 취입한다.
톰 파커 대령은 엘비스가 진력할 것은 음반, 영화 경력임을 굳게 결심한다. 각각의 영화에 맞는 삽입곡을 준비하기 위해 힐 & 랜지는, 제리 리버와 마이크 스톨러 등 유명 로큰롤 작가에게 촬영 전부터 대본을 전달했다. 이 당시 상황을 그는 "경쟁이 사나웠다"고 표현하기도 했다. 그렇게 첨예한 경쟁이었으나, 거의 모든 엘비스 영화에서 와이스먼의 곡은 빠지지 않는다. 《킹 크리올》의 〈Crawfish〉, 《G.I. 블루스》의 익살곡 〈Wooden Heart〉, 《블루 하와이》의 〈Rock-a-Hula Baby〉 등이 대표적이며, 〈Follow That Dream〉와 〈Frankie and Johnnie〉 경우는 영화 제목으로까지 발탁됐다.
작곡자를 엘비스와 통성하게 두는 것은 파커의 정책과 어긋난 것이지만, 와이스먼은 1957년 할리우드에서 겨우 만남을 가질 수 있었다. 엘비스는 그 당시 《러빙 유》의 사운드트랙을 녹음 중이었는데, 와이스먼은 휴게 시간 때 스튜디오로 들어섰다. 수년 뒤 와이스먼이 그 일을 이렇게 회고한 바 있다. "엘비스는 홀로 구석에 앉아 기타 가지고 블루스를 연주하더라고요. 그 옆에 있는 피아노를 서성거리다, 거기 앉아서 합주를 해 봤죠. 그러니까는 나를 쳐다보곤 그 특유의 미소를 띠고는, 내 정체를 묻더군요. 내가 취입 중인 음반의 곡 중 하나를 쓴 사람이다 하니까는, 바로 음악인들을 불러모아 그 자리에서 녹음하게 시키지 뭡니까."
1976년 라스베이거스를 심방할 적, 엘비스는 공연 후의 파티에서 그를 누구보다 많은 곡을 준 작곡가라고 소개해 줬다.